# Charles F. Haas
Charles Friedman Haas (* 15. November 1913 in Chicago, Illinois; † 12. Mai 2011 in Los Angeles, Kalifornien) war ein US-amerikanischer Film- und Fernsehregisseur.

## Leben
Haas wuchs in Winnetka auf und studierte an der Harvard University. 1935 bekam Haas, durch die Freundschaft seines Stiefvaters mit dem damaligen Studio-Chef Carl Laemmle, seine erste Arbeitsstelle als Arbeiter in den Universal Studios. Haas begann als Helfer im Büro und arbeitete im Schneideraum. Nach dem Krieg war er als Produzent, Drehbuchautor und Regisseur tätig.
1965 heiratete Haas Emilie Dreyfuss, mit der bis zu ihrem Tode 2005 verheiratet blieb. Aus der Ehe gingen die vier Kinder David, Anthony, Sylvia und Michael hervor. 1967 zog sich Haas aus dem Filmgeschäft zurück um die Oakwood School, eine Privatschule im San Fernando Valley zu leiten.

## Filmografie

### Filme
- 1948: Erbe des Henkers (Moonrise, als Produzent & Drehbuch)
- 1956: Noch heute sollst du hängen (Star in the Dust)
- 1956: Screaming Eagles
- 1956: Schüsse peitschen durch die Nacht (Showdown at Abilene)
- 1957: Summer Love
- 1958: Tarzan und die Jäger (Tarzan and the Trappers)
- 1958: Der Tod reitet mit (Wild Heritage)
- 1959: Blonde Locken – scharfe Krallen (Girls Town)
- 1959: Die Haltlosen (The Beat Generation)
- 1959: Der große Schwindler (The Big Operator)
- 1960: Insel der Sadisten (Platinum High School)

### Serien
- 1951: Dick Tracy, Folgen Dick Tracy and BB-Eyes: Part 1 (2x6), Dick Tracy and BB-Eyes: Part 2 (2x7)
- 1952–1953: Big Town, 13 Episoden
- 1953: Chevron Theatre, Folge Lady, Dance Bo More (2x22)
- 1953: Lux Video Theatre, Folge Women Who Wait (3x51)
- 1954: The Adventures of Ellery Queen, Folgen Death of a Wax Doll (1x25), Stranger in the Dark (1x27)
- 1954–1955: The Whistler, 3 Episoden
- 1955: Paris Precinct, Folge The Actress (1x7)
- 1955: The Mickey Mouse Club, 5 Episoden
- 1955–1957: Wenn man Millionär wär (The Millionaire), 4 Episoden
- 1956: The Hardy Boys: The Mystery of the Applegate Treasure
- 1957: Abenteuer im wilden Westen (Zane Grey Theater), Folge The Promise, (2x6)
- 1957: The New Adventures of Charlie Chan, 3 Episoden
- 1957–1958: Der Mann ohne Colt (Man Without a Gun), 8 Episoden
- 1958: Broken Arrow, 2 Episoden
- 1959–1960: Gold in Alaska (The Alaskans)
- 1959: Im wilden Westen (Death Valley), Folge  "Gates Ajar" Morgan (8x2)
- 1959: Men Into Space, Folge Space Trap (1x7)
- 1959–1960: 77 Sunset Strip, 3 Episoden
- 1959–1960: Hawaiian Eye, 4 Episoden
- 1960: Perry Mason, Folge Der Fall mit dem trickreichen Neffen (4x3)
- 1960: Hong Kong
- 1960: Bonanza, 3 Episoden
- 1960: The Law and Mr. Jones, 3 Episoden
- 1960: Surfside 6, Folge Bride and Seek (1x13)
- 1961: Route 66, Folge Burning for Burning (2x13)
- 1961: The Islanders, Folge The Twenty-Six Paper (1x14)
- 1961: Maverick, Folge The Ice Man (4x20)
- 1960–1961: Es geschah in den Zwanzigern (The Roaring 20's), Folge Judge Seward's Secret (1x7), Coney Red Hots (1x14)
- 1961–1962: Adventures in Paradise, 2 Episoden
- 1962: Kein Fall für FBI (The Detectives), Folge Point of No Return (3x13)
- 1962: Wagon Train, Folge The John Turnbull Story (5x35)
- 1962: General Electric Theater, 4 Episoden
- 1961–1963: Erwachsen müßte man sein (Leave It to Beaver), Folgen Beaver Takes a Drive (5x7), The Clothing Drive (6x12)
- 1962: Heute Abend Dick Powell (The Dick Powell Show), Folge Borderline (2x9)
- 1963: Alfred Hitchcock zeigt (The Alfred Hitchcock Hour), Folge Forecast: Low Clouds and Coastal Fog (1x17)
- 1963: Amos Burke, Folge Who Killed Cynthia Royal? (1x12)
- 1964: Summer Playhouse, Folge Satan's Waitin‘
- 1964: The Travels of Jaimie McPheeters, Folge The Day of the Pretenders (1x24)
- 1964–1965: The Outer Limits, Folgen Cold Hands, Warm Heart (2x2), Cry of Silence (2x6), Keeper Of The Purple Twilight (2x12), The Brain Of Colonel Barham (2x15)
- 1965: Tausend Meilen Staub (Rawhide), Folge Die Frauen von Broken Bluff (8x8)
- 1967: Solo für O.N.K.E.L. (The Man from U.N.C.L.E.), Folge Die netten Nachbarn (3x17)